# خزان المياه الساخنة

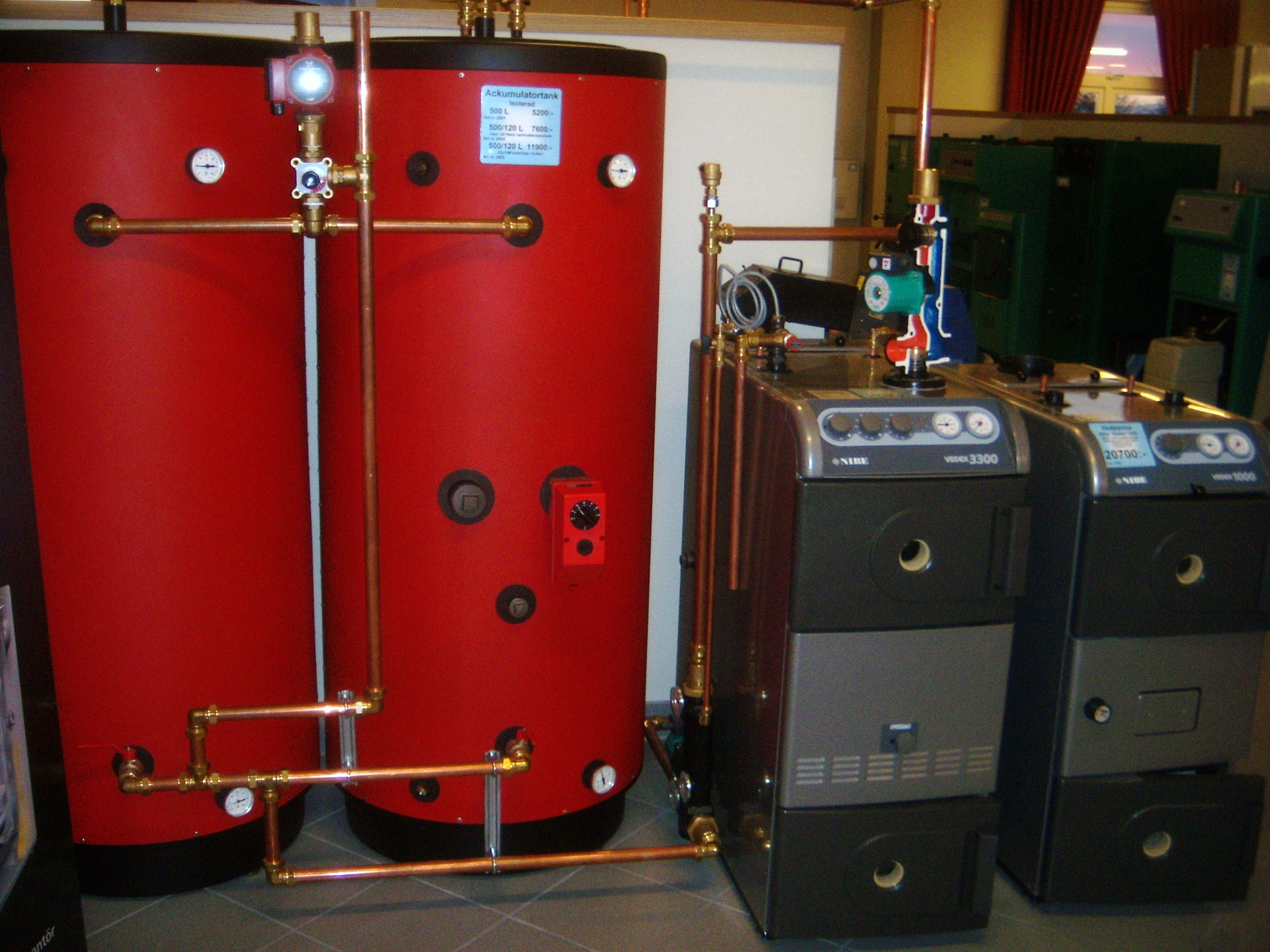
خزان أحمر مزدوج من خزانين صغيرين متوازيين لتخزين المياه الساخنة متصل بفرن خشبي.

خزان للمياه الساخنة حيث أحد مصادر الحرارة عبارة عن التسخين بالطاقة الشمسية A)، يتم إرسالها إلى خزان المياه الساخنة عبر مضخة صغيرة (B) (دائرة تحتوي على مثلث) وحلزون المبادل الحراري في خزان المياه الساخنة. ويمكن استخدام الحلزون الآخر (C) على سبيل المثال مع غلاية تعمل بالنفط أو موقد يعمل بالخشب. وفي (D)، تخرج المياه الساخنة ويتم إرسال المياه الباردة المحلية إلى الجزء السفلي في (E).

خزان للمياه الساخنة حيث يكون أحد مصادر الحرارة هي التسخين بالطاقة الشمسية. تقريبًا نفس المثال الموضح أعلاه، ولكن في منزل محلي.

خزان المياه الساخنة (والذي يطلق عليه كذلك اسم صهريج المياه الساخنة أو الخزان الحراري أو وحدة التخزين الحرارية للمياه الساخنة أو خزان الحرارة أو أسطوانة المياه الساخنة) عبارة عن خزان مياه يستخدم لتخزين المياه الساخنة للتدفئة الفراغية أو للاستخدام المنزلي. ويمكن أن يحتفظ الخزان المعزول عزلاً جيدًا بالحرارة لعدة أيام.ويمكن أن تحتوي خزانات المياه الساخنة على نظام موقد مدمج يعمل بالغاز أو النفط، أو على سخان بالغمر يعمل بالكهرباء، أو يمكن أن يستخدم مبادلاً حراريًا خارجيًا لتسخين المياه من مصدر طاقة آخر مثل الشبكة الحرارية أو موقد يعمل بحرق الخشب أو نظام الشبكة الحرارية.
وتعد المياه وسيطة مناسبة لتخزين الطاقة، لأنها تمتلك قدرة عالية خاصة على حفظ الحرارة. ومقارنة بالمواد الأخرى، يمكن تخزين المزيد من الطاقة لكل وحدة وزن (ولكل مقدار حجمي). كما أن المياه غير سامة، وتكلفتها قليلة.
تحتوي سخانات المياه الخاصة بالغسل أو الاستحمام أو غسل الملابس على عناصر تحكم منظمات حرارية لتنظيم درجة الحرارة، في نطاق 40 إلى 60 درجة مئوية، وهي متصلة بإمدادات المياه الباردة الواصلة إلى المنازل. وعندما تحتوي إمدادات المياه على قدر كبير من المعادن المذابة مثل الحجر الجيري، يؤدي تسخين المياه إلى ترسيب تلك المعادن في الخزان، ويمكن أن يؤدي ذلك إلى تسريب الخزانات بسبب التآكل الناجم بعد عدة سنوات قليلة فقط. كما يمكن أن يساعد الأكسجين المذاب في المياه كذلك على تسريع تآكل الخزان والتركيبات الخاصة به. ويتم لف خزان المياه الساخنة بمادة عازلة للحرارة لتقليل فقد الحرارة واستهلاك الطاقة.

## أجزاء خزانات المياه الساخنة
1- 'الخزان الرئيسي أو الأساسي' ويمثل القشرة الداخلية لخزان المياه الساخنة، يمكن للخزان الأساسي احتواء 40 إلى 100 غالون من المياه الساخنة تحت ضغط يصل إلى 50 - 100 رطل للأنش المربع، ويتم تغطية الغلاف الخارجي للخزان الأساسي برغوة البولي يوريثان العازلة
2- الأنبوب الغاطس  وهذ الجزء هوة المسؤل عن تزويد الخزان بالماء من اعلاه.
3-'أنبوب الماء الحار الخارج  وهوة الانبوب المسؤل عن ايصال الماء الحار من الخزان ال انابيب الماء المنزلية.
4- المنظم الحراري  وهوة المسؤل عن التحكم بدرجة حرارة المياه من خلال متحسسات لقياس الحرارة.
5- المسخن وهوة الجزء المسؤل عن رفع حرارة الماء إلى الدرجة المرغوبة وتختلفة ميكانيكية عمله باختلاف مصدر الطاقة الواصل للسخان.
6- صمام التصريف هذا الصمام موجود بالجزء السفلي للسخان ودوره تصريف الرواسب المتكونة في الخزان الأساسي وتنشيفه.
7- صمام تخفيف الضغط من أهم اجزاء الخزان المسؤلة عن السلامة حسث يقوم بتنفيس الخزان وتقليل الضغط إلى الحد الأمن.

## العزل
بصفة عامة، كلما زاد العزل الحراري، كان ذلك أفضل، لأنه يقلل من فقد الطاقة أثناء وضع الاستعداد. وتتاح سخانات المياه بتقييمات عزل تتراوح بين R-6 وحتى R-24. ويمكن إضافة غطاء عازل إضافي على الجزء الخارجي من خزان المياه غير المعزول بشكل جيد من أجل تقليل الفاقد في الطاقة. وأشهر أنواع أغطية سخانات المياه هو عزل الألياف الزجاجية مع شريط الفينيل في الخارج. ويتم لف العازل حول الخزان، ويتم لصق الأطراف ببعضها البعض. ومن الضروري أن يكون الغطاء مناسبًا لحجم السخان، وألا يعيق تدفق الهواء أو يغطي صمام الأمان أو صمام التصريف أو أدوات التحكم، كما يجب ألا يعيق تدفق الهواء عبر فتحات الطرد، إن وجدت. وفي المواقع شديدة الرطوبة، يمكن أن يسبب إضافة المزيد من العزل إلى خزان معزول بشكل جيد بالفعل في ظهور مشكلات في التكاثف، مما قد يؤدي إلى الصدأ أو العفن أو ظهور مشكلات في التشغيل.
تزود سخانات المياه الحديثة بعزل من رغوة البولي يوريثان (PUF). وفي الدول التي تكون إمكانية توفير الخدمات فيها أمرًا مهمًا لغلاية، يتم وضع كبسولات رغوة البولي يوريثان بين الخزان الداخلي والجسم الخارجي.

## خزانات المياه الساخنة التي تعمل بالطاقة الشمسية
في نظام تسخين المياه بالطاقة الشمسية، يخزن خزان المياه الساخنة الذي يعمل بالطاقة الشمسية الحرارة من مجمعات الطاقة الشمسية الحرارية. ويحتوي الخزان على مبادل حراري مدمج يستخدم لتسخين المياه المنزلية الباردة. وتعاني هذه الخزانات من نفس المشكلات المتعلقة برواسب الحجر الجيري والتآكل مثل الخزانات التي لا تعمل بالطاقة الحرارية، والتي تقلل من كفاءة المبادلات الحرارية.

## تسرب خزانات المياه
يمكن أن يتم عمل خزانات تسخين المياه من الصلب الكربوني أو الفولاذ المقاوم للصدأ أو النحاس المبطن بالزجاج. وتكون تكلفة الخزانات المبطنة بالزجاج أقل قليلاً في البداية، وغالبًا ما تشتمل على قضيب مصعد جلفاني واحد أو أكثر مصمم لحماية الخزان من الانثقاب الناجم عن التآكل. وهذه الحماية تكون ضرورية حيث إن المياه الساخنة المكلورة تسبب تآكلاً شديدًا في الصلب الكربوني، ومن المستحيل تقريبًا تطبيق أي تغطية وقائية بشكل نموذجي معها، بدون وجود عيوب مثل الشقوق أو الفتحات الصغيرة في الطبقة الواقية. ويمكن أن توصي شركات التصنيع بفحص قضيب المصعد الجلفاني على فترات واستبداله عند الضرورة، وبعض شركات التصنيع توفر مجموعة ضمان ممتد تشتمل على قضيب مصعد جلفاني إضافي. والممارسة الشائعة في الولايات المتحدة تتمثل في تجاهل هذه الصيانة إلى أن يحدث تسرب في الخزان، ثم استبدال الجهاز بالكامل. وحتى عندما يتم تجاهل خزانات الصلب الكربوني، فإن عمرها يمتد لفترة أطول قليلاً من الضمان الذي توفره الشركة المصنعة لها، والذي غالبًا ما يتراوح بين 3 إلى 12 عامًا في الولايات المتحدة.
ونظرًا لأنه من المتوقع أن تعاني خزانات المياه الساخنة التقليدية من التسرب كل 5 أعوام إلى 15 عامًا، فإن التركيبات عالية الجودة تشتمل على حوض معدني أو بلاستيكي ضحل، وهو ما تفرضه معظم المباني / قواعد السباكة حاليًا، من أجل تجميع التسربات المحتومة عندما تحدث. ويجب أن يتم توصيل هذا الحوض بمصدر للصرف، أو توصيله بالصرف خارج الشقة مباشرة. وعندما يكون ذلك صعبًا أو مستحيلاً، فهناك احتياط بديل لتقليل الأضرار الناجمة عن الغمر وهو يتمثل في وضع نوع من أنواع أجهزة الإنذار بوجود المياه على الأرضية بالقرب من خزانات المياه، وربما توصيله بصمام لقطع المياه بشكل تلقائي.
ويجب أن يتم تركيب خزانات تسخين المياه مع تسهيل القدرة على الوصول إليها، سواء من أجل الفحص أو من أجل استبدال قضيب القطب الكهربائي الطويل، بالإضافة إلى استبدال الخزان برمته في نهاية المطاف.